# Парламентские выборы в Монголии (2012)
Выборы в Монгольский парламент в 2012 году происходили на фоне бума горнодобывающей промышленности. Два фаворита (Демократическая партия Монголии и Монгольская народная партия) выступали со своими предложениями по использованию доходов.
Всего за места в парламенте боролись 544 кандидата от 11 партий и двух коалиций.

## Избирательная система
В Великий государственный хурал избираются 76 депутатов по смешанной системе: 28 по партийным спискам и 48 по одномандатным округам..

## Арест экс-президента
13 апреля 2012 года Намбарын Энхбаяр, бывший президент Монголии был арестован по подозрению в присвоении денег, которые были предназначены на государственные нужды.
Несмотря на это Коалиция за справедливость (в которую входила партия экс-президента) стала третьей силой в стране, получив 11 мест.

## Предвыборные программы
В общем обе крупнейшие партии предлагали аналогичные пути развития страны: увеличение долевого участия жителей страны в горнодобывающих предприятиях, финансирование строительства железных дорог и других элементов инфраструктуры.

### Демократическая партия
Демократы обещали поднять налоги инвесторам и увеличить социальные затраты бюджета, воспользовавшись экономическим бумом, причиной которого стала активная разработка месторождений угля, меди и урана.
Позже, на следующих выборах из-за падения темпов роста экономики Монголии демократы потерпели поражение.

## Социологические опросы
По данным некоммерческого фонда «Сант Марал», проведённым в начале июня оппозиция в лице Демократической партии опережали по рейтингу правящую Монгольскую народную партию. О поддержке МНП сообщили 20 % опрошенных, их оппонентов поддерживает на 5 % больше людей, то есть 25 %.

## Результаты
В итоге демократы выиграли выборы в парламент, но не получили большинства, что означало необходимость создания коалиций между партиями. В парламент были избраны 11 женщин, что стало наибольшим числом за историю хурала. Также 4 места оставались вакантными, два из-за того, что ни один кандидат не набрал 28 % голосов, остальные из-за нарушений.
| Партия                      | Места | Изменение | Процент | Изменение |
| --------------------------- | ----- | --------- | ------- | --------- |
| Демократическая партия      | 31    | ▲ 4       | 33,32 % | ▼ 5,11 %  |
| Монгольская народная партия | 25    | ▼20       | 29,53 % | ▼21,36 %  |
| Коалиция за справедливость  | 11    | ▲ 11      | 21,04 % | Нп        |
| Гражданская воля – Зеленые  | 2     | ▬ 0       | 5,20 %  | ▲3,23 %   |
| Независимые                 | 3     | ▲ 2       | 5,23 %  |           |
| Прочие партии               | 0     | ▬ 0       | 5,68 %  | ▲4,04 %   |
| Итого                       | 76    | 0         | 100 %   | 0 %       |

Впервые в истории Монголия успешно провела процесс автоматической регистрации, подсчета, и регистрации избирателей.